# Tísek
Tísek (en allemand : Zeiske) est une commune du district de Nový Jičín, dans la région de Moravie-Silésie, en République tchèque. Sa population s'élevait à 953 habitants en 2021.

## Géographie
Tísek se trouve à 5 km au nord de Bílovec, à 19 km à l'ouest-sud-ouest d'Ostrava, à 23 km au nord de Nový Jičín et à 259 km à l'est-sud-est de Prague.
La commune est limitée par Těškovice au nord, par Bítov à l'est, par Bílovec au sud, et par Slatina à l'ouest et par le quartier de Výškovice de Bílovec au nord-ouest.

## Histoire
La première mention écrite de la localité date de 1377.

## Transports
Par la route, Tísek se trouve à 5 km de Bílovec, à 28 km de Nový Jičín, à 28 km d'Ostrava et à 337 km de Prague.